# Nauprestides
Pour les articles homonymes, voir Astyoché et Médésicaste.
Dans la mythologie grecque, les Nauprestides (en grec ancien Ναυπρήστιδεϛ / Nauprếstides) sont trois sœurs, princesses troyennes, fille du roi de Troie Laomédon. Elles se nomment Éthylla (Αἴθυλλα / Aíthulla), Astyoché (Ἀστυόχη / Astuóchê) et Médésicaste (Μηδεσικάστη / Mêdesikástê).

## LesNauprestides
Leur histoire est mentionnée dans l’Épitome d'Apollodore et connue donc des commentaires du scholiaste Tzétzès vivant durant le XIIe siècle,. Le contexte de l'histoire est la chute de la ville de Troie après la guerre chantée dans l’Iliade par Homère où le roi de la ville a été jusqu'alors Priam qui est le frère d'Éthylla, d'Astyoché et de Médésicaste. Les femmes sont faites prisonnières et réduites en esclavage. C'est donc le retour maritime des Grecs depuis les terres troyennes où leurs navires parcourent par étape la mer, chargés de butin, de soldats et des femmes troyennes. C'est lors d'une de ces étapes que les trois princesses troyennes incitent les autres femmes à incendier les navires pour échapper à l'esclavage qu'on leur destine. Les moyens de transports perdus, les Grecs et ces femmes ne peuvent plus alors que s'installer là où ils sont. C'est ainsi que le fleuve avoisinant ce lieu a été nommé « Navaethus » (en grec ancien Ναύαιθος / Naúaithos), formé de deux mots grecs « navire » et « brûlé ». Ce fleuve, aujourd'hui, se nomme Neto, en Calabre dans l'Italie méridionale orientale. Le géographe Strabon nous fait écho de l'origine du nom de ce fleuve italique et de l'installation de Grecs et Troyennes, qui sera suivie par la suite d'autres colons.
Le mythographe Conon relate une variante où il ne parle que d'Éthylla. Les navires ont été poussés par une tempête et ils se sont réfugiés à grand peine dans une rade située entre les villes connues plus tard sous les noms de Mendè et Scione, dans le Pallène, en Thrace (Macédoine grecque aujourd'hui). S'étant écartée du rivage avec les femmes troyennes pour aller chercher de l'eau loin à l'intérieur des terres, Éthylla prend la parole pour prévenir ses compagnes des conditions plus dures encore qui les attendent une fois arrivées en Grèce, et elle incite ses misérables co-captives à mettre le feu aux navires grecs de Protésilas. Lorsque tous se retrouvent coincés sur la côte, ils fondent ensemble la ville de Scione en Thrace.
Ainsi le point de chute des Troyennes et des Grecs échoués varie de la région égéenne de Macédoine, en Thrace, à la lointaine Italie. Si Conon nous parle des navires que Protésilas mène, Apollodore demeure silencieux sur l'identité du propriétaire de la flotte grecque. Il est intéressant de voir que Conon considère que Protésilas est encore vivant au retour de Troie alors que nombre d'autres auteurs le considèrent comme étant le premier Grec à avoir péri au combat, tué par Hector lors de la guerre de Troie conduite par Agamemnon ; c'est d'ailleurs pour certains l'origine de son nom. Le Pseudo-Apollodore témoigne que les compagnons de Protésilas et leur flotte ont été poussés au retour vers Pallène, ce qui irait dans le sens de la destination proposée par Conon.
L'horizon italien, dont on trouve aussi des échos dans des mythes (voir ci-dessous) similaires, pourrait laisser à penser, selon le Pseudo-Apollodore, que ce ne sont pas les navires du Thessalien Protésilas, mais ceux d'un autre héros grec de Thessalie, Philoctète. Ce dernier arrive en effet, selon les sources, en Italie, plus précisément en Calabre, où il s'établit à Crimissa, dans les environs des villes de Crotone et de Thourioi, près de la ville antique de Sybaris. La ville de Crotone se trouve à l'embouchure du fleuve Neto tandis que Thourioi et Sybaris étaient sur le fleuve Crati (au nord) dont il est question dans le mythe du Supplice de Sétée ci-dessous.
Si, dans l'Antiquité, la destination proposée par Conon se nomme Pallène en Thrace, la région porte actuellement le nom de Chersonèse de Cassandra ou plutôt de péninsule de Cassandra. En effet, Le mot Chersonèse (Χερσόνησος / Khersónêsos), signifie seulement en grec « presqu'île » ou « péninsule ». Le monde antique connait, par exemple, une autre Chersonèse, la Chersonèse de Thrace dont le nom moderne est Péninsule de Gallipoli et qui se trouve au nord-ouest de la Turquie actuelle et donnant sur la mer Égée. En fait, ces deux régions péninsulaires se font face, la Chersonèse de Cassandra à l'occident de la mer Égée et la Chersonèse de Thrace à l'Orient. Cette dernière est la région occidentale de l'Hellespont (c'est-à-dire l'actuel détroit des Dardanelles), tandis qu'une partie de l'orientale est… la Troade, la région de la ville de Troie, d'où sont censés être partis les navires grecs. Sur la Chersonèse de Thrace, les géographes antiques, comme le latin Pomponius Mela nous dit que les cendres du héros grec Protésilas y reposent dans un temple érigé et consacré au héros, non loin du Cynocème, le tombeau d'Hécube, la reine de Troie. Strabon concours aussi ainsi, en disant que depuis le cap Sigée (au nord-ouest de Troie), le dit temple Protésilaon (Πρωτεσιλάειον / Protesiláeion) était visible sans donner plus de précision. Libre de penser alors que Protésilas est bien mort à Troie ou non, que l'on a transporté ses cendres s'il a été incinéré, ou bien que l'aventure des femmes troyennes s'est plutôt déroulée ici, non loin de Troie…
De l'identité de ces Grecs, le militaire romain Polyen du IIe siècle, nous suggère être des Pelléniens, habitants de la ville de Pellène (Πελλήνη / Pellênê) en Achaïe, en Grèce continentale. L'auteur nous fait l'écho d'une certaine sœur de Priam, Aithia (Αἰθία / Aithía), que l'on ne peut qu'assimiler à Éthylla en concédant une variante orthographique, tant son histoire est similaire à celle que rapporte Conon. Les Pelléniens, de retour de la guerre de Troie, abordent avec leur flotte la péninsule macédonienne de Pallène au cours de leur errance. À terre, usées par la navigation incertaine, leurs captives troyennes décident de brûler les navires grecs sur l'incitation d'Aithia. Sans navire et à la recherche de ressource, les Grecs prennent ce qui deviendra la ville de Scione et s'y installent. C'est ainsi que la région que l'on nommait à leur arrivée Phlégra (Φλέγρα) porte selon l'auteur, en souvenir de leur ville natale et suivant une correspondance phonétique, le nom de Pallène (Παλλήνη / Pallênê).

### Astyoché, mère d'Eurypyle
Les trois personnages n'ont guère une mythologie plus développée que cet épisode-ci. Si Conon cite Éthylla seule, si l'on trouve plus occasionnellement Médésicaste comme une fille de Priam, fils de Laomédon, il demeure néanmoins qu'Astyoché en tant que fille de Laomédon est associée au mythe d'Eurypyle. Sa filiation est plutôt hésitante tant il y a d'autres Astyoché homonymes autour des personnages mythologiques dont l'épisode des navires fait référence et dont on ne peut savoir s'il s'agit d'une autre personne distincte ou bien de confusion qui s'est inscrite dans le temps. Certain font par exemple Astyoché comme la fille de Priam plutôt que sa sœur, ou trouve-ton aussi une Astyoché parmi d'autres encore, comme la mère du héros grec Protésilas (celui que l'on cite parfois comme le chef grec des navires brûlés par les Nauprestides)… Mais la version la plus commune est bien celle où Astyoché est fille de Laomédon, femme de Télèphe et mère donc d'Eurypyle,,,,,. C'est d'ailleurs en raison de cette filiation à la maison de Troie que Télèphe ne s'engage pas aux côtés des Grecs, alors qu'il est fils d'Héraclès. L'aide d'Eurypyle, son fils, sera particulièrement, elle, sollicitée par les Troyens et Priam, roi de Troie lors la guerre racontée par Homère pour participer à la lutte contre les grecs dirigés par Agamemnon ; il s'y illustrera brillamment avant d'en perdre la vie par la main du fils d'Achille, Néoptolème. On dit qu'Eurypyle était réticent à s'engager en raison de sa mère Astyoché, c'est pourquoi Priam corrompt ou achète Astyoché en lui offrant un plant de vigne d'or, celui dont Zeus avait dédommagé son père Laomédon pour avoir enlever son fils Ganymède,,,. Dictys de Crète surenchère à la vigne d'or en ajoutant que Priam a offert aussi la main de sa fille Cassandre à Eurypyle.

## Histoires semblables
(décembre 2018).
- Si vous ne connaissez pas le sujet, laissez ce bandeau (vous pouvez alors contacter les auteurs).
- Si vous supprimez le contenu mis en cause (vous pouvez préalablement contacter les auteurs),

argumentez précisément cette suppression dans la page de discussion
(un manque de référence n'est pas un argument ; une recherche réelle de référence doit avoir été effectuée, être formellement documentée).
La trame des Nauprestides se retrouve dans d'autres mythes, variantes volontaires ou non, elles célèbrent souvent la création ou la nomination d'un lieu géographique, d'une ville.

### Supplice de Sétée
Un mythe est témoigné par le supplice de Sétée (Σήταια / Sếtaia), une troyenne captive sait-on, condamnée par les Grecs à une mort cruelle après avoir livré aux flammes la flotte de ses maîtres qui se trouve près du fleuve Crati, dans la région italienne de Calabre (au nord du fleuve Neto cité, entre autres, dans le mythe des Nauprestides). Soit les mains empalées, soit alors elle est enchaînée les bras en croix, elle est donc crucifiée et avancée sur un rocher, exposée aux vautours sanguinaires. Ce rocher donnant sur la mer porte à jamais son nom en mémoire de ses malheurs (le rocher se nomme en grec ancien Σηταῖον / Sêtaĩon),,.

### La ville deSégeste
Alors que le prince Troyen Énée, qui a survécu à la chute de Troie nous rapporte l’Énéide, mène la flotte troyenne rescapée dans leur périple maritime et accoste sur les bords de la Sicile, il est accueilli par un affilié troyen, Aceste. Les hommes organisent et participent à des jeux funèbres en l'honneur du père d'Énée, Anchise. Quant aux femmes, elles sont refoulées sur la plage. Junon envoie la déesse de la discorde Iris qui sous le masque d'une certaine Béroé, l'épouse d'un certain Dorcylus du Tmaros pousse les femmes à renoncer à reprendre une mer sans fin. Lassée donc de la navigation, se trouvant sur la terre du mont Éryx, Éryx qui a été un fils de Vénus comme Énée, elles souhaitent mettre fin ici à leur labeur. Persuadées par les paroles d'Iris, malgré la prudence de la nourrice royale des enfants de Priam, une certaine Pyrgo, les femmes s'emparent de tisons de feu consacrés à Neptune et mettent le feu aux navires désertés. Alertés, Énée et des hommes en armes se hâtent de gagner le rivage et regardent avec effroi leurs navires brûler, alors que les femmes, honteuses de leurs actes, fuient et se cachent. Désespéré, ne pouvant compter sur les faibles moyens de son hôte, Énée en prie Jupiter qui fait tomber la pluie pour étouffer les flammes. Quatre navires sont perdus et d'autres ont souffert. Ne pouvant rembarquer tous ses passagers, à la demande de sa mère Vénus, Énée concède que les femmes et les vieillards et ceux qui ne veulent aucun crédit à la gloire de l'aventure restent dans la région et fondent, avec les gens d'Aceste, la ville d’Acesta (connue finalement sous le nom de Ségeste).

### Fable sur la création deRome
Plutarque de Chéronée rapporte une histoire de la fondation de Rome parmi d'autres versions. Des Troyens après s'être échappés de la chute de leur ville en Asie Mineure et par la suite entraînés par les vents, finissent par échouer en Étrurie, où ils se posent près du fleuve du Tibre. Les femmes, parmi eux, fatiguées du voyage et ne supportant plus les incommodités de la mer voient parmi elles une certaine Roma (Ῥώμην / Rốmên) dépourvue de noble filiation, qui les incite à mettre le feu aux navires. Leurs maris se fâchent ; sous la nécessité nouvelle de la situation, ils ne peuvent que se résoudre désormais à s'établir en ce lieu sur le mont Palatin sur l'emplacement de la future ville nommée sous les honneurs de celle qui leur a incité cette installation sur cette terre féconde, « Rome ». Il ajoute que c'est de cette aventure que la tradition romaine s'établit pour les femmes de saluer du baiser sur la bouche leurs parents et leurs amis ; parce que les Troyennes, après avoir brûlé la flotte, avaient embrassé et caressé leurs maris, leur avaient adressé des prières et les avaient conjurés d’apaiser leur courroux. De cette Roma, on rattache aux grands personnages de l'univers troyen sans certitude : Énée, Télèphe, Ascagne.